# Tom McArdle
Tom McArdle ist ein US-amerikanischer Filmeditor, der in seiner über 20-jährigen Laufbahn bei Kinoproduktionen wie Handgun – Hetzjagd durch New York, Station Agent, Ein Sommer in New York – The Visitor, Middle of Nowhere oder Spotlight für den Filmschnitt verantwortlich war.

## Leben und Karriere
Tom McArdle begann seine Laufbahn als Editor zu Beginn der 1990er Jahre mit einer Arbeit für den Regisseur Nick Gomez. McArdle arbeitet hauptsächlich für Independent-Produktionen. In den 1990er Jahren betreute er kleinere Filme wie Handgun – Hetzjagd durch New York, Paranoia – Allein mit dem Killer oder Hi-Life in Manhattan. Seit dem Jahr 2003 war er darüber hinaus für alle Filme des Regisseurs Tom McCarthy als Editor verantwortlich. Darunter für die preisgekrönten Kinoproduktionen Station Agent mit Peter Dinklage, Ein Sommer in New York – The Visitor mit Richard Jenkins oder Win Win mit Paul Giamatti in der Hauptrolle. Für Tom McCarthys jüngste Produktion, dem Filmdrama Spotlight mit Mark Ruffalo, Michael Keaton und Rachel McAdams in den Hauptrollen erhielt McArdle 2016 bei der Verleihung 2016 dann seine erste Oscar-Nominierung in der Kategorie Bester Schnitt.
Gelegentlich ist Tom McArdle auch als Editor für Dokumentar- und Kurzfilme sowie für das Fernsehen aktiv, so unter anderem für die Dokumentarfilme A Hole in the Head, Nazis: Die okkulte Verschwörung oder Heckler bzw. den TV-Film Nadine in Date Land.

## Auszeichnungen
- 2016: Oscar-Nominierung in der Kategorie Bester Schnitt für Spotlight

## Filmografie (Auswahl)

### Kino
- 1992: Laws of Gravity
- 1994: Handgun – Hetzjagd durch New York (Hand Gun)
- 1995: The Keeper
- 1996: Twisted
- 1997: Star Maps
- 1997: Talk to Me
- 1997: Better Than Ever
- 1998: Paranoia – Allein mit dem Killer (Paranoia)
- 1998: Hi-Life in Manhattan (Hi-Life)
- 1999: Loving Jezebel
- 2000: Poor White Trash
- 2000: Whipped – Vernascht (Whipped)
- 2002: Lone Hero – Die Terrorbiker (Lone Hero)
- 2002: Boys on the Run
- 2003: Station Agent (The Station Agent)
- 2003: The Killing Zone
- 2003: Boys on the Run
- 2004: Killer Diller
- 2005: Duane Hopwood
- 2006: The Architect
- 2007: Ein Sommer in New York – The Visitor (The Visitor)
- 2008: Middle of Nowhere
- 2008: Tenure
- 2011: Win Win
- 2012: Hello I Must Be Going
- 2013: In a World ... – Die Macht der Stimme (In a World...)
- 2014: Leben und Sterben in God’s Pocket (God’s Pocket)
- 2014: Cobbler – Der Schuhmagier (The Cobbler)
- 2015: Spotlight
- 2017: Marshall
- 2018: What They Had
- 2020: Timmy Flop: Versagen auf ganzer Linie (Timmy Failure: Mistakes Were Made)
- 2021: Stillwater – Gegen jeden Verdacht (Stillwater)
- 2023: Maggie Moore(s)

### Fernsehen
- 2005: Nadine in Date Land (Fernsehfilm)

### Dokumentar- und Kurzfilme
- 1992: The Occult History of the Third Reich (Video Dokumentarfilm)
- 1995: Sandman (Kurzfilm)
- 1998: A Hole in the Head (Dokumentarfilm)
- 1998: Nazis: Die okkulte Verschwörung (Nazis: The Occult Conspiracy) (Dokumentarfilm)
- 1999: QM, I Think I Call Her QM (Kurzfilm)
- 2007: Heckler (Dokumentarfilm)